# Asuncion (Philippines)
Pour les articles homonymes, voir Asunción (homonymie).
Asuncion est une municipalité de la province du Davao du Nord, aux Philippines.
Sa population est de 55 844 habitants au recensement de 2010, subdivisée en 20 barangays.